# Духнович, Александр Васильевич
Александр Васильевич Духнович (русин. Александер Васильєвич Духновіч; 24 апреля 1803, село Тополя, Королевство Венгрия — 30 марта 1865, Прешов, Австрийская империя) — русинский греко-католический священник, поэт, писатель, педагог, культурный и общественный деятель. Считается будителем карпаторусинского народа и одним из зачинателей русофильского движения в Прикарпатской Руси.

## Биография
Александр Духнович родился 24 апреля 1803 года в селе Киштопойя (ныне Тополя) близ Снины в нынешней Восточной Словакии. Родителями его были грекокатолический священник Василий Дмитриевич Духнович и Мария Ивановна, в девичестве Гербер.
По семейному преданию, которое Александру Духновичу в двенадцатилетнем возрасте рассказал его дед, их род имел российское происхождение. Дед поведал Александру, что их предок происходил из Москвы и имел фамилию Черкасский. Он был одним из предводителей Стрелецкого бунта, после подавления которого ему удалось бежать с несколькими товарищами, среди которых были Гербер и Брылла. Через Польшу он отправился в Венгрию, где поселился в селе Тополя под Буковскими горами, назвавшись Духновичем. Там он стал певцом местной деревянной церкви, а впоследствии был замечен местными священниками, которые убедили его жениться и стать иереем. Он взял в жёны дочь одного из священников, направился в Мукачевский монастырь, где был посвящён в иереи и получил приход в селе Тополя, который переходил к его потомкам.
Вскоре после рождения Духновичи переехали в село Стакчин, где Александр провёл своё детство. Кроме него в семье был ещё один сын и четыре дочери. В шесть лет Александр начал учиться грамоте, первым его учителем стал дядя, Дмитрий Гербер, обучавший его по букварю, псалтыри и часослову. Александр Духнович был прилежным учеником, и учёба доставляла ему большую радость.

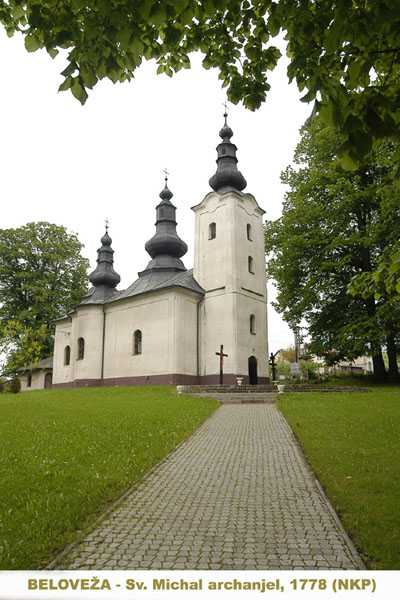
Церковь в Беловеже, где служил Духнович

В девять лет Александр Духнович продолжил обучение в Ужгородской школе, на мадьярском языке. Юный Духнович подвергался насмешкам и издевательствам, так как плохо говорил по-мадьярски. Но вскоре он выучился языку так, что говорил на нём не хуже чем на своем родном говоре. Окончив обучение в Ужгороде в 1823 году, он ещё два года учился в гимназии в Кошицах. Оттуда он был переведён в Ужгородскую семинарию, где до 1827 г. изучал богословие.
После окончания семинарии был рукоположён в сан священника и по предложению епископа Григория Тарковича направлен в Пряшевскую консисторию, где поступил на службу в епархиальную канцелярию, под начальство секретаря и епархиального нотариуса Василия Поповича, который впоследствии стал Мукачевским епископом. В 1830 году, не ужившись с епископом Тарковичем, имевшим тяжёлый характер, Духнович оставил службу в Пряшеве и переехал в Ужгород, где устроился домашним учителем сына поджупана Ужгородской сто́лицы Стефана Петровая. Но жизнь в доме этого великосветского чиновника тяготила Духновича, и через два года он принял решение вернуться на службу в канцелярию. А уже в 1833 году его назначили приходским священником в село Хмелёва (тогда Комлоша или Комлошпатак), в следующем году он был переведён в село Беловежу у Бардеёва. В 1838 году Духновича назначили нотариусом Ужгородской консистории Мукачевской епархии и он получил доступ к богатым библиотекам, в которых содержалось много литературы на русском языке. Увлечение чтением послужило для него стимулом к писательской деятельности. Духнович занялся изучением истории родного края, богословием, драматургией, историей права, педагогикой, стал сочинять стихи. В 1843 году он был назначен каноником в Прешевский собор, где и служил до своей смерти. В 1848 году он был назначен благочинным в Пряшеве.
К старости у Духновича начала развиваться водянка, и он семь месяцев пролежал в постели. 18 (30) марта 1865 года Александр Духнович скончался, причастившись перед смертью из рук епископа Иосифа Гаганца.

## Литературно-просветительская деятельность Духновича
Александр Духнович встал у истоков национального возрождения Подкарпатской Руси. Он проникся идеями просвещения крестьян путём распространения русского литературного языка, который он считал общим достоянием всего русского народа, как в Российской империи, так и в «Подъяремной Руси». Литературная деятельность Духновича началась в период его руководства приходом в Беловеже. Там он начал изучать церковнославянский и русский языки, собирать народные песни. В 1847 году он издал свою первую книгу — карпаторусский букварь под названием «Книжица читалная для начинающих».

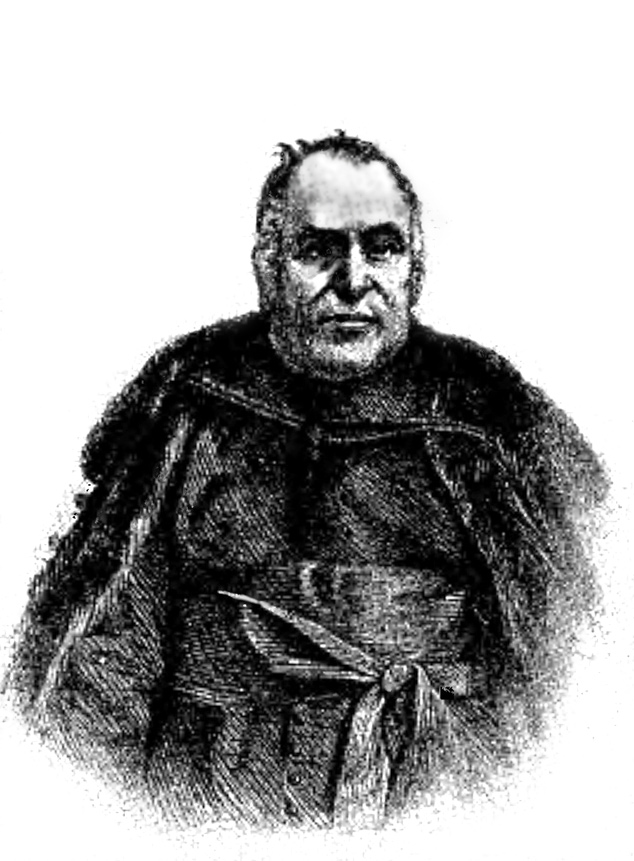

Духнович скоро завоевал большой авторитет у населения, и его активная деятельность вызывала негодование у венгров. В ходе венгерского восстания 1848—49 годов он был схвачен и помещён в тюрьму. Однако приближение русских войск, высланных Российской империей для поддержки союзной Австрии, заставило венгров выпустить Духновича через несколько дней. Он с великой радостью встречал русское войско в Пряшеве, познакомился с его командованием. После ухода из Австрии русской армии Духнович продолжил свою просветительскую деятельность. Решив посвятить себя написанию полезных для народа книг, он попытался организовать своё издательство. В 1851 году он обратился в Ужгородскую консисторию с ходатайством о создании типографии при Мукачевском монастыре. Но власти после венгерской революции подозрительно относились ко всем проявлениям национального самосознания народов Австрии, и разрешение не было дано. Тем временем Духнович продолжал писать. В 1851 году в Будапеште вышла его книга «Литургический катехизис», издание которой было сопряжено с некоторыми трудностями, так как галицкие каноники Спиридон Литвинович (бывший ректор духовной семинарии в Вене) и Григорий Шашкевич усмотрели в статье об освящении даров отступление от католических догматов, и донесли об этом римскому нунцию в Вене. Духнович отказался что-либо менять в книге, заявив, что не собирается отступать от преданий Святых Отцов и учения восточной церкви. Нунций, видя непреклонность Духновича и поддержку его клиром, согласился допустить книгу до печати, но с условием, чтобы эта глава была вырезана. Кроме религиозной литературы, таких книг как «Литургический катехизис» и молитвенник «Хлеб души», он писал книги по литературоведению, грамматике, педагогике и истории. Среди исторических трудов Духновича наибольшее значение имеет «Истинная История Карпато-Россов» 1853 года. До него к истории Карпатской Руси обращались только три исследователя — Иоанникий Базилович, Иван Орлай и Михаил Лучкай. В этом труде Духнович подробно рассмотрел историю Угорской Руси с древнейших времён до современности. Помимо прочего, Духнович увлекался написанием прозаических произведений с просветительским контекстом, театральными постановками и сочинением стихов. Самым известным его стихом стал «Я русин был, есмь и буду», который впоследствии был положен на музыку и стал национальным гимном русинов. Кроме того, Духнович занимался публицистикой, его статьи печатались в «Вестнике», «Семейной библиотеке», «Церковной газете», «Церковном вестнике» и в «Слове».
В 1851 году им было основано «Литературное общество в Пряшеве», заседания которого проводились на его квартире. Среди тех, кто присутствовал на встречах общества были Адольф и Виктор Добрянские, Антоний Рубий, Александр Павлович, Андрей Попович. Обществом были изданы три альманаха «Поздравление Русинов» и десять книжек, а в 1853 году оно прекратило своё существование. Духнович занялся изданием учебников, в которых была в то время острая нужда. Деятельностью его заинтересовалась полиция, и он был взят под негласный контроль.
В 1863 году Духнович организовал «Общество св. Иоанна Крестителя», для воспитания молодёжи. При его участии в Подкарпатской Руси были открыты несколько гимназий, где преподавание велось на русском языке. Как вспоминал сам Духнович в своих автобиографических «записках»:

И радостно могу сказать, что русины епархіи Пряшевской одушевилися, найпаче молодежь стала ревновать за русскій духъ и за русское слово. Дѣвушки уже не стыдилися пѣть русскія пѣсни, а пѣснь моя народная «Я русинъ былъ, есмь и буду» по всюду голосовала въ обществахъ, да уже и жиды зачинались учить русскому. На гимназіи Пряшевской я преподавалъ русскій языкъ, и любезно посѣщали школу мою не токмо русины, но и словаки, и мадьяры, да и лютеранскіе ученики: кто ивѣститъ мое удовольствіе, я трепеталъ въ радости, думая, что оно и таки останется на всегда!
Александр Духнович выступал против создания самостоятельных литературных языков на основе местных говоров, негативно оценивал попытки применения новой орфографии в Галиции, проводившиеся в среде «украинофилов». Тем не менее, он активно использовал в своём языке элементы простонародного говора, и стремился, чтобы язык его произведений был понятен для крестьян. Впоследствии такой язык стали использовать многие деятели национального возрождения Прикарпатской Руси, и он получил название «язычие».

## Память
Именем Александра Васильевича Духновича было названо научное общество, просуществовавшее до 1945 года, а ныне его именем назван Прешовский городской театр.
Памятники Духновичу установлены в Прешове (от благодарного карпаторусского народа 11.06.1933 г.), Хусте, Мукачеве и Ужгороде.
В городе Мукачево есть улица, названная именем А. Духновича.
Учреждена литературная премия его имени за достижения в развитии русинской литературы, которую присваивает Карпато-русинский научный центр в Гласспорте (США).

## Некоторые труды
- Произведения А. Духновича в цифровой библиотеке РБ
- ХЛЕБ ДУШИ, или набожныямолитвы и пъеснидля русиновъ - Перемышль, 1844.
- Книжица читальная для начинающих. — Будапешт, 1847.
- История Пряшевской епархии. — 1848.
- Месяцеслов. — Пряшев, 1850, 1851, 1854, 1857.
- Истинная история карпатороссов. — 1853.
- Сокращенная грамматика письменного русского языка. — Буда, 1853.
- Народная педагогия. — Львов, 1857.
- Короткий землепис. — 1857.
- Литургический катехизис. — 1857.
- Хлеб души. — 1857.